# William Allen Zajc

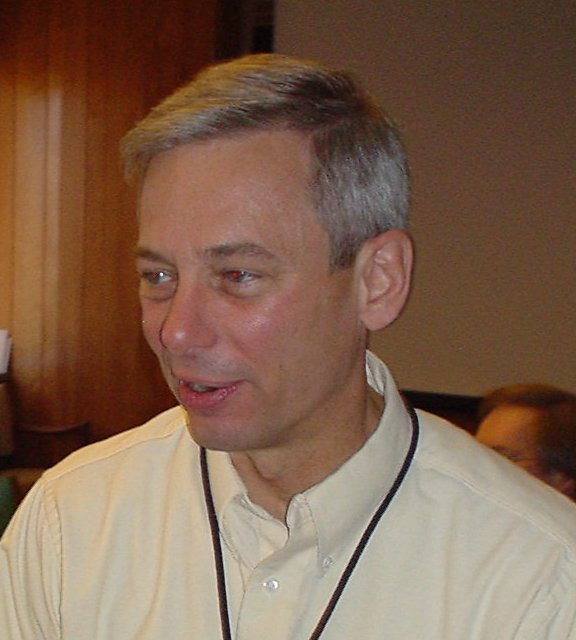
William Allen Zajc

William Allen Zajc (auch Bill Zajc oder William Zajc oder William A. Zajc) (* 14. November 1954 in San Francisco) ist ein US-amerikanischer Physiker.

## Leben
Zajc erhielt den Bachelor of Arts Abschluss 1975 am California Institute of Technology und wurde 1982 an der University of California, Berkeley promoviert. Er ist Professor an der Columbia University und wurde dort 2015 zum I.I. Rabi Professor of Physics ernannt.
Er untersucht experimentelle Konsequenzen der Quantenchromodynamik in Schwerionenreaktionen, zum Beispiel die Bildung eines Quark-Gluon-Plasmas. Er ist Sprecher der Phenix Kollaboration am Relativistic Heavy Ion Collider (RHIC) (2011).
Zajc ist Fellow der American Physical Society (APS, seit 1997) und der American Association for the Advancement of Science (AAAS). Für 2014 wurde ihm der Tom-W.-Bonner-Preis für Kernphysik der APS zugesprochen.
Zajc war der erste, der Mittels des Hanbury Brown-Twiss-Effekts die Interaktion schwerer Ionen gemessen hat.

## Veröffentlichungen
- M. Riordan, W. A. Zajc: The First Few Microseconds. In: Sci. Am., 294 N5, 2006, S. 24–31
- W. A. Zajc et al.: Two-Pion Correlations in Heavy Ion Collisions. In: Phys. Rev. C, 29, 1984, S. 2173.
- T. Åkesson et al.: for Quark Deconfinement: Strangeness Production in pp, dd, pα, and αα Collisions at √sNN = 31.5 and 44 GeV. In: Phys. Rev. Lett., 55, 1985, S. 2535 (Axial Field Spectrometer Collaboration)
- W. A. Zajc: KNO Scaling Isn’t What It Used to Be. In: Phys. Lett. B, 175, 1986, S. 21, doi:10.1016/0370-2693(86)90720-3
- W. A. Zajc: Monte Carlo Calculational Methods for the Generation of Events with Bose–Einstein Correlations. In: Phys. Rev. D, 35, 1987, S. 3396.
- Y. Akiba et al.: Bose–Einstein Correlation of Kaons in Si + Au Collisions at 14.6A GeV/c. In: Phys. Rev. Lett., 70, 1993, S. 1057 (E-802 Collaboration)
- Y. Akiba et al.: Production of φ Mesons in Central 28Si + 196Au Collisions at 14.6A GeV/c. In: Phys. Rev. Lett., 76, 1996, S. 2021 (E-802 Collaboration)
- K. Adcox et al.: Centrality Dependence of Charged Particle Multiplicity in Au-Au Collisions at √sNN = 130 GeV. In: Phys. Rev. Lett., 86, 2001, S. 3500 (PHENIX Collaboration) arxiv:nucl-ex/0012008
- K. Adcox et al.: Measurement of Single Electrons and Implications for Charm Production in Au + Au Collisions at √sNN = 130 GeV. In: Phys. Rev. Lett., 88, 2002, S. 192303 (PHENIX Collaboration) arxiv:nucl-ex/0202002
- K. Adcox et al.: Transverse-Mass Dependence of Two-Pion Correlations in Au + Au Collisions at √sNN = 130 GeV. In: Phys. Rev. Lett., 88, 2002, S. 192302 (PHENIX Collaboration) arxiv:nucl-ex/0201008v3
- K. Adcox et al.: Suppression of Hadrons with Large Transverse Momentum in Central Au + Au Collisions at √sNN = 130 GeV. In: Phys. Rev. Lett., 88, 2002, S. 022301 (PHENIX Collaboration) arxiv:nucl-ex/0109003